# Air Niugini
Air Niugini Limited là hãng hàng không quốc gia của Papua New Guinea, có trụ sở tại tòa nhà Air Niugini trong khuôn viên của sân bay quốc tế Jacksons, Port Moresby. Nó hoạt động một mạng trong nước từ Port Moresby và Lae, cũng như các dịch vụ quốc tế ở châu Á, châu Đại Dương và Australia. Cơ sở chính của nó là sân bay quốc tế Jacksons. Niugini là trong tiếng Tok Pisin nghĩa là New Guinea.

## Đội tàu bay

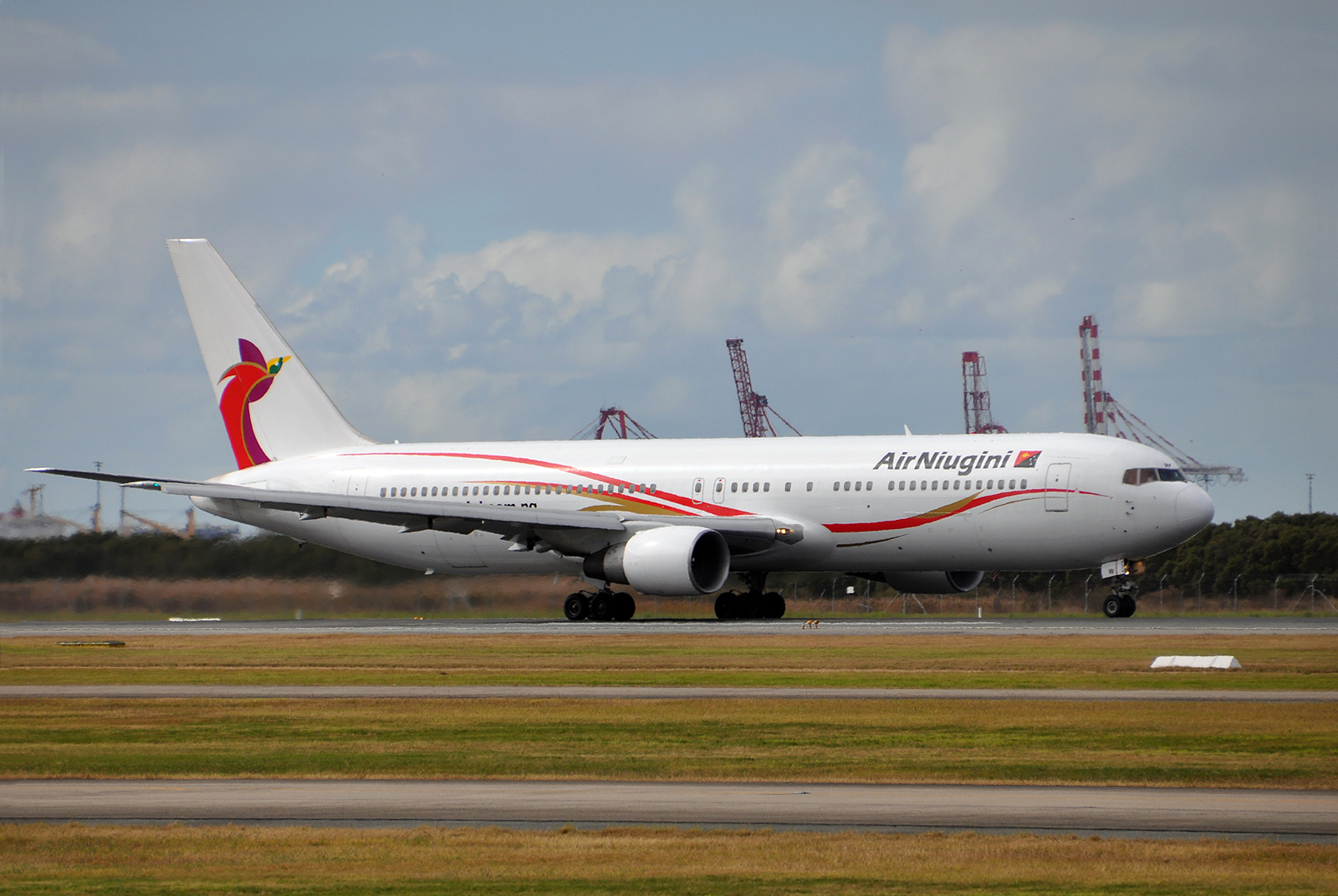
Air Niugini Boeing 767-300ER tại sân bay Brisbane

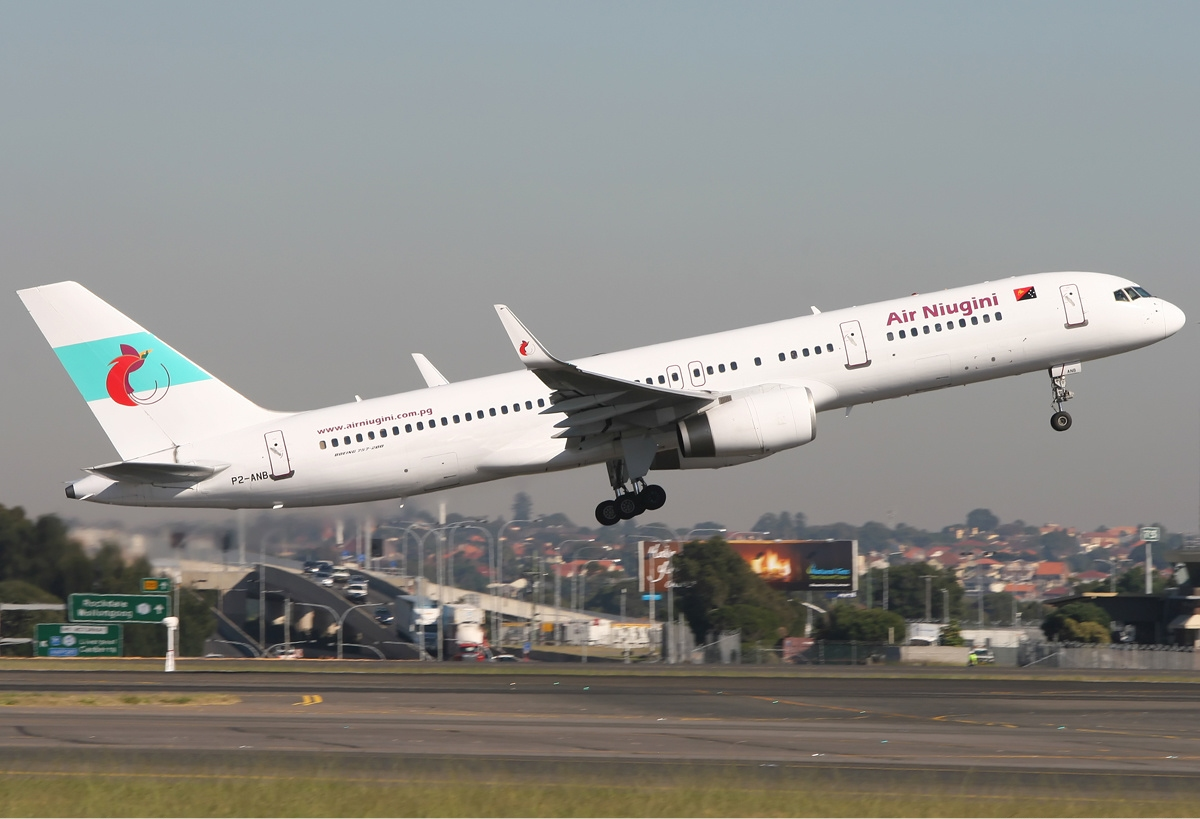
Air Niugini Boeing 757-200 tại sân bay Sydney

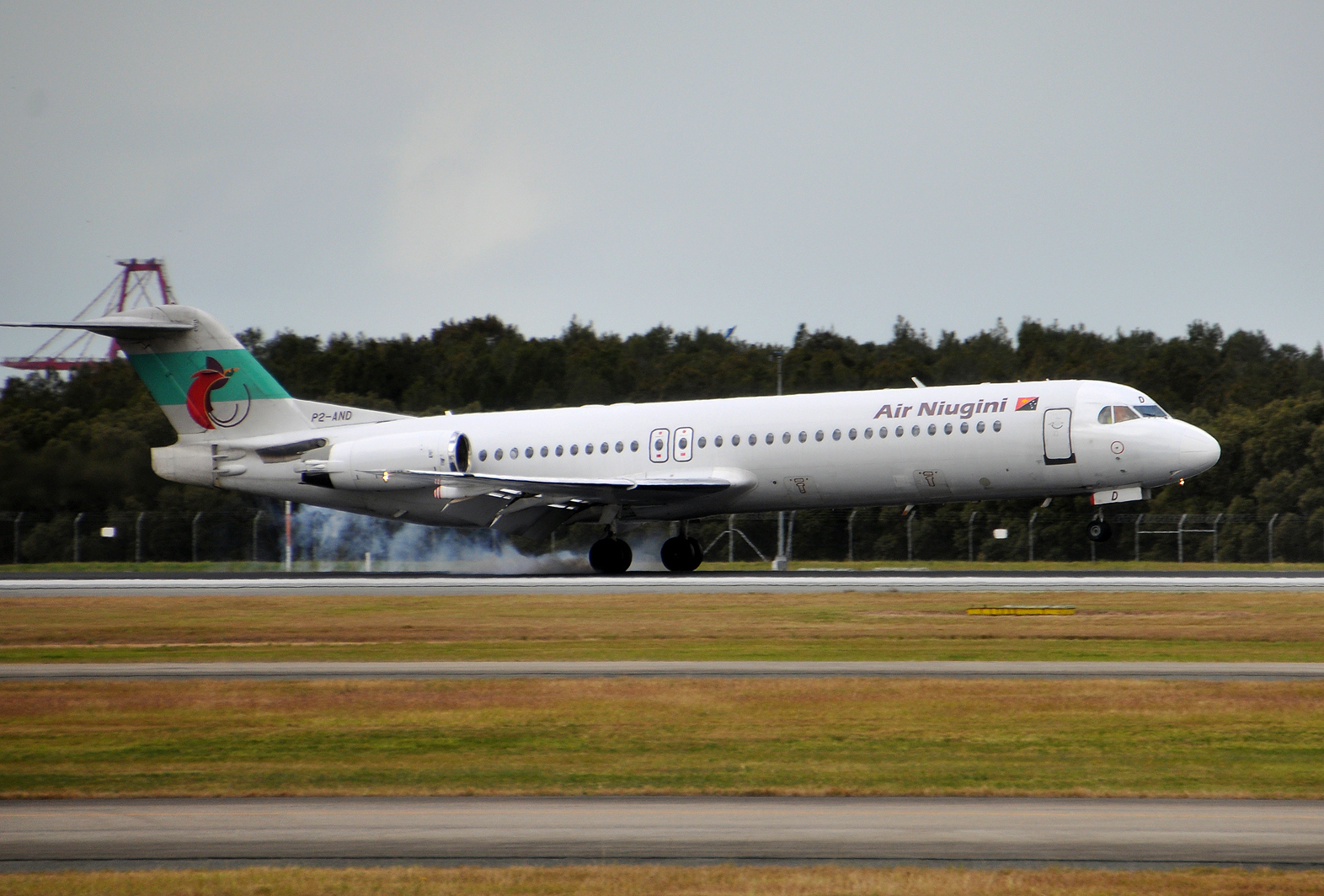
Air Niugini Fokker 100 tại sân bay Brisbane

Đội tàu bay của Air Niugini có các tàu bay sau (thời 4/11/ 2014):

### Đội tàu bay cũ
- Airbus A310
- Avro RJ70
- Boeing 707
- Boeing 720
- Boeing 737
- Boeing 757-200
- Dash 7
- Bombardier Dash8 Q100
- Bombardier Dash8 Q200
- Douglas DC-3
- Fokker F27
- Fokker F28

## Tai nạn và sự cố
Ngày 28/9/2018, Chuyến bay 73 của Air Niugini bằng máy bay Boeing 737-800 của hãng hàng không quốc gia Papua New Guinea gặp sự cố trong lúc hạ cánh và rơi xuống biển, 47 người trên chiếc máy bay đã được giải cứu an toàn.